# Căpâlna, Alba
Căpâlna (în germană Kapellendorf, Kapolna, în maghiară Sebeskápolna, Alsókápolna, Kápolna) este un sat în comuna Săsciori din județul Alba, Transilvania, România.

## Vestigii arheologice
Pe teritoriul acestei localități se găsește cetatea dacică Căpâlna (sec.II î.C.- 106 d.C.), inclusă pe lista patrimoniului cultural mondial UNESCO.

## Imagini

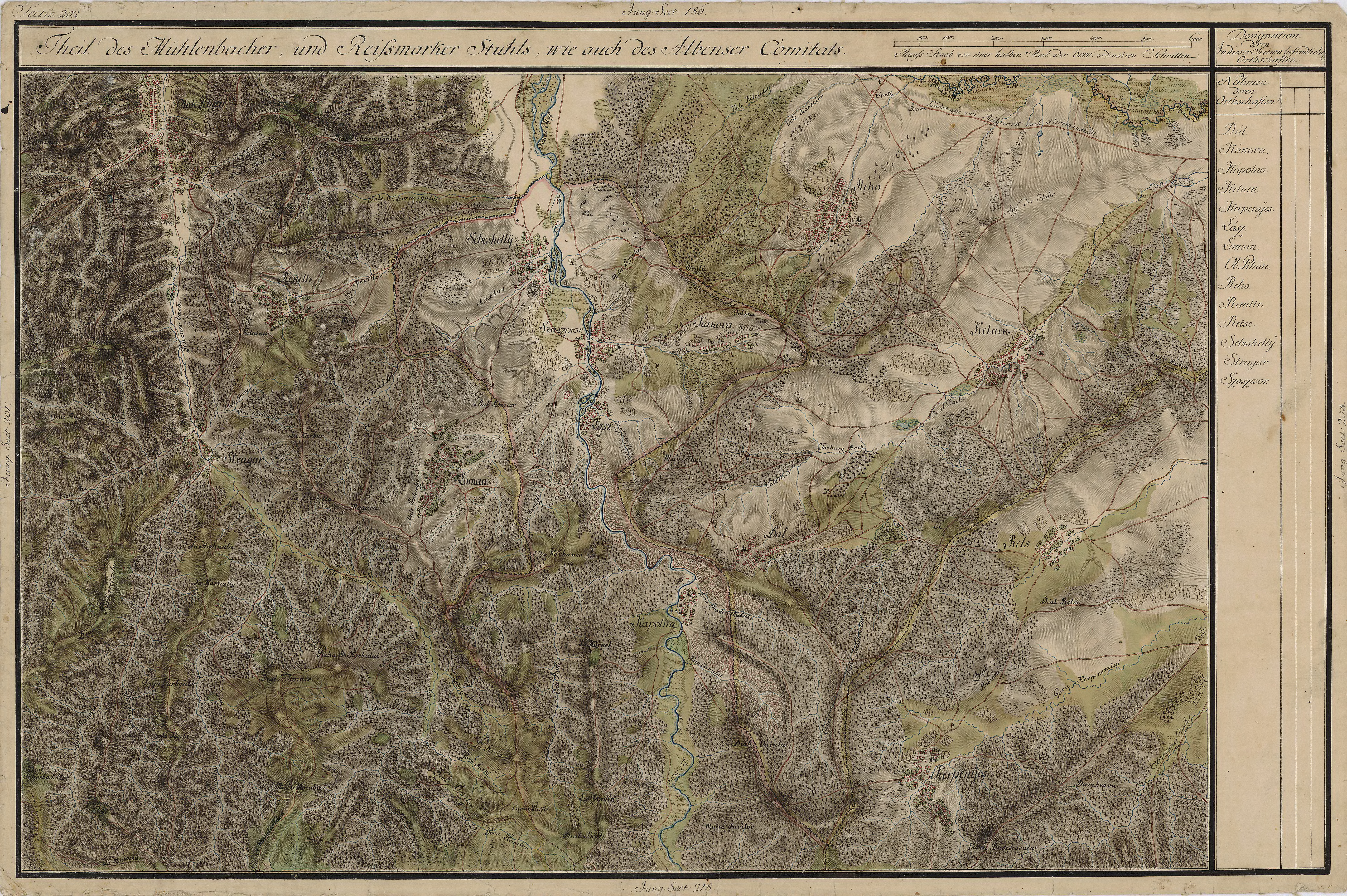
Căpâlna în Harta Iosefină a Transilvaniei, 1769-1773